# Стефан Велев
Стефан Велев е български футболист, полузащитник, който играе за Черно море (Варна).

## Кариера
Родом от София, юношеските години на Велев преминават в школите на Септември (София) и Славия (София). Впоследствие дебютира в професионалния футбол с екипа на Локомотив (Стара Загора) през сезон 2008/09 в Б група. През следващия сезон 2009/10 играе в друг втородивизионен клуб – Любимец 2007.
През лятото на 2010 г. Велев е привлечен в Берое (Стара Загора), където бързо се утвърждава като основен играч. Дебютира за клуба на 29 юли 2010 г. при равенството 1:1 с Рапид Виена в първи мач от 3-тия квалификационен кръг на Лига Европа. За две години и половина записва 70 мача с 2 гола за Берое в А група.
На 8 януари 2013 г. Велев осъществява трансфер в Левски (София). Дебютира официално за Левски на 3 март при гостуване на Черноморец (Бургас), което „сините“ печелят с 2:0. Велев заменя в 86-ата минута Владимир Гаджев.
На 15 септември 2013 г. в двубой с Лудогорец (Разград) Велев получава тежка контузия – скъсана предна кръзка връзка на коляното. Впоследствие е опериран и остава извън терените за 8 месеца. Завръща се в игра през май 2014 г.